# Lipov Dol
Lipov Dol (makedonsky: Липов Дол) je vesnice v Severní Makedonii. Nachází se v opštině Štip ve Východním regionu.

## Demografie
Podle sčítání lidu z roku 2002 žijí ve vesnici 2 obyvatelé.
| Rok          | 1948 | 1953 | 1961 | 1971 | 1981 | 1991 | 1994 | 2002 |
| ------------ | ---- | ---- | ---- | ---- | ---- | ---- | ---- | ---- |
| Obyvatelstvo | 67   | 72   | 89   | 53   | 10   | 6    | 3    | 2    |